# Stuart-Zahl
Die Stuart-Zahl N (auch englisch interaction parameter) ist eine dimensionslose Kennzahl von Fluiden, das heißt von Gasen oder Flüssigkeiten.
Sie ist definiert als Verhältnis zwischen elektromagnetischen und Trägheitskräften, gibt also eine Abschätzung über den relativen Einfluss eines Magnetfelds auf eine Strömung. Bedeutend ist eine solche Abschätzung für Strömungen leitender Fluide, beispielsweise in Fusionsreaktoren, beim Stahlgießen oder in Plasmen.

## Definition
{\displaystyle {\it {N}}={\frac {Ha^{2}}{Re}}={\frac {B^{2}\cdot L_{c}\cdot \sigma }{\rho \cdot U}}}
- {\displaystyle Ha} – Hartmann-Zahl
- {\displaystyle Re} – Reynolds-Zahl
- {\displaystyle B} – magnetische Flussdichte
- {\displaystyle L_{c}} – charakteristische Länge des Systems
- {\displaystyle \sigma } – elektrische Leitfähigkeit
- {\displaystyle \rho } – Dichte des Fluids
- {\displaystyle U} – Strömungsgeschwindigkeit.